# Cynarctoides
Cynarctoides es un género extinto de mamífero carnívoro perteneciente a la subfamilia Borophaginae que habitó en la mayor parte de América del Norte desde el Oligoceno Inferior hasta el Mioceno Medio  33,3—13,6 millones de años, existiendo durante aproximadamente 19,7 millones de años.

## Taxonomía
Cynarctoides fue descrito por P. O. McGrew en 1938 y R. L. Carroll en 1988 lo asignó a la familia Canidae.

## Morfología
Se examinaron dos especímenes fósiles para estimar su masa corporal.
- Espécimen 1: peso estimado de 1,28 kilogramos.
- Espécimen 2: peso estimado 1,21 kilogramos.

## Especies
- Cynarctoides acridens (sinónimo de Cynarctus mustelinus) existió durante 15 millones de años †
- Cynarctoides emryi existió durante 4,3 millones de años †
- Cynarctoides gawnae existió durante 15 millones de años †
- Cynarctoides harlowi existió durante 4 millones de años †
- Cynarctoides lemur existió durante 11,3 millones de años †
- Cynarctoides luskensis existió durante 4,2 millones de años †
- Cynarctoides roii existió durante 4,5 millones de años †